# テオドール・ジャック・ラリ
テオドール・ジャック・ラリとしてフランスで活躍したテオドロス・イアコヴォ・ラリス（フランス名:Théodore Jacques Ralli、ギリシャ語名:Θεόδωρος Ιακώβου Ράλλης、ギリシャ語名のラテン語表記例: Theodoros Iakovou Rallis、1852年2月16日 - 1909年10月2日）は、イスタンブール生まれのギリシャの画家である。フランスで美術を学び、「オリエンタリズム」の画家として知られている。

## 略歴
イスタンブールでキオス島出身の裕福なギリシャ商人の息子に生まれた。ギリシャのハルキ島で育ち、ロンドンでも学んだ。1875年に美術を学ぶためにパリに移り、オリエンタリズムの画家、ジャン＝レオン・ジェロームに学んだ。
1875年からパリの展覧会に作品を出展し、フランス芸術家協会の会員になり、1889年に芸術家協会の展覧会で銀メダルを受賞し、作品はロンドンのロイヤル・アカデミー・オブ・アーツの展覧会でも展示された。
1885年にギリシャ政府から救世主勲章(Order of the Redeemer)を受章し、同じ年にフランスの市民権を取得した。ギリシャや小アジア、パレスチナ、エジプトを何度も訪れ、カイロにもスタジオを所有した。1896年のアテネ・オリンピックの時にギリシャで初めての作品展を開き、その後もアテネで何度か展覧会を開いた。
1900年にレジオンドヌール勲章（シュバリエ）を受勲した。
1909年にローザンヌで亡くなった。1881年に最初の結婚をするが、最初の妻は1888年に亡くなり、1895年に再婚するが、短期間で離婚した。最初の妻との間の娘は、ギリシャ人作家のニコラオス・ポリティス（Nikolaos Politis）と結婚した。

## 作品

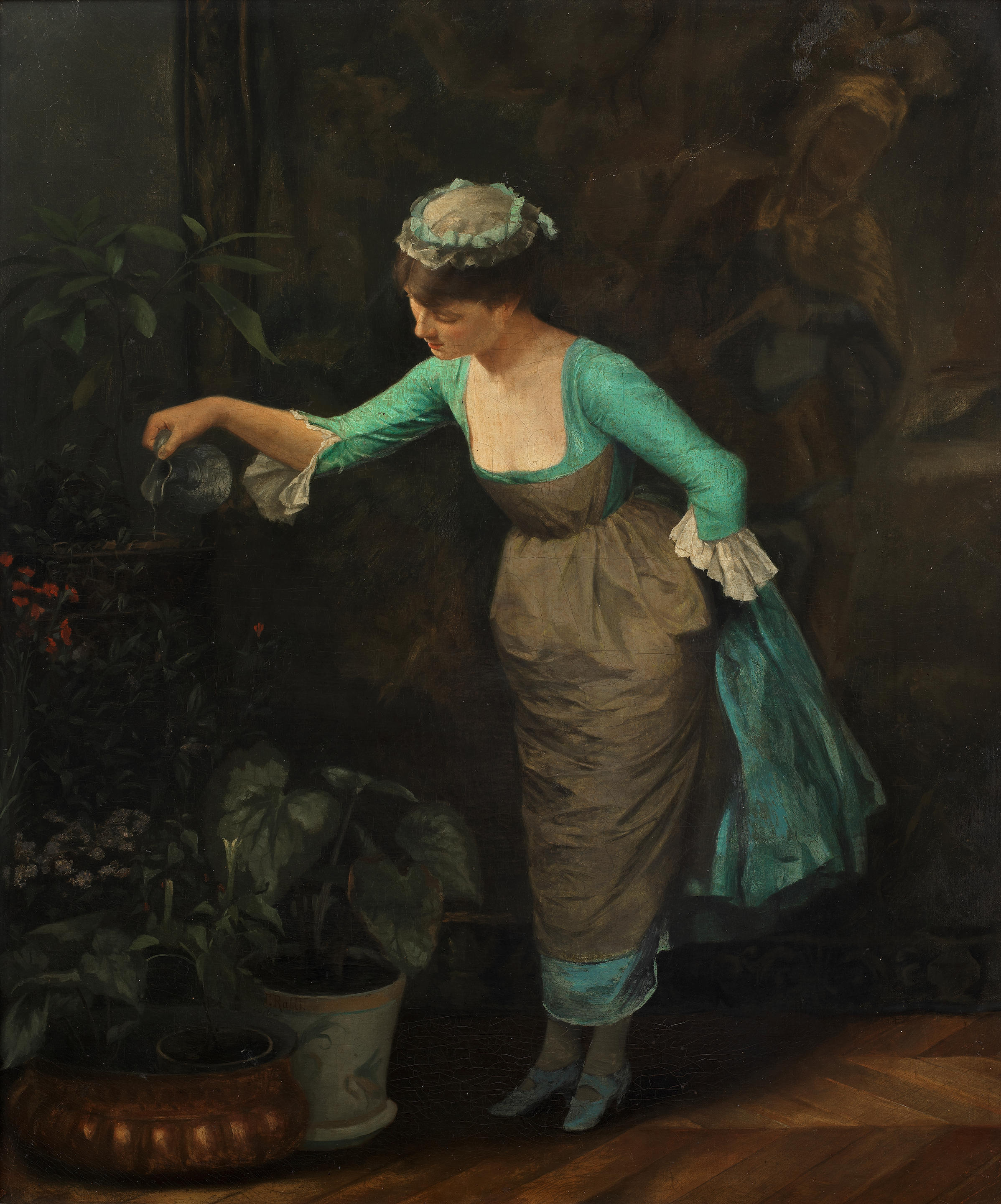
花に水を与えるメイド (1876) 個人蔵
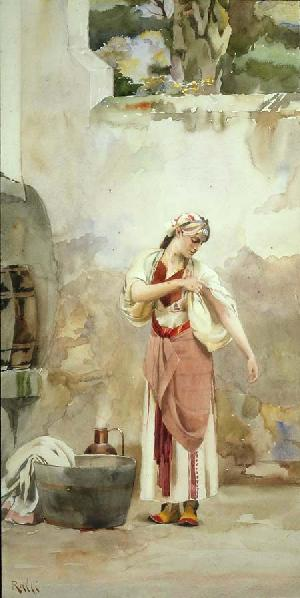
ギリシャの美女 (c.1890) 水彩画
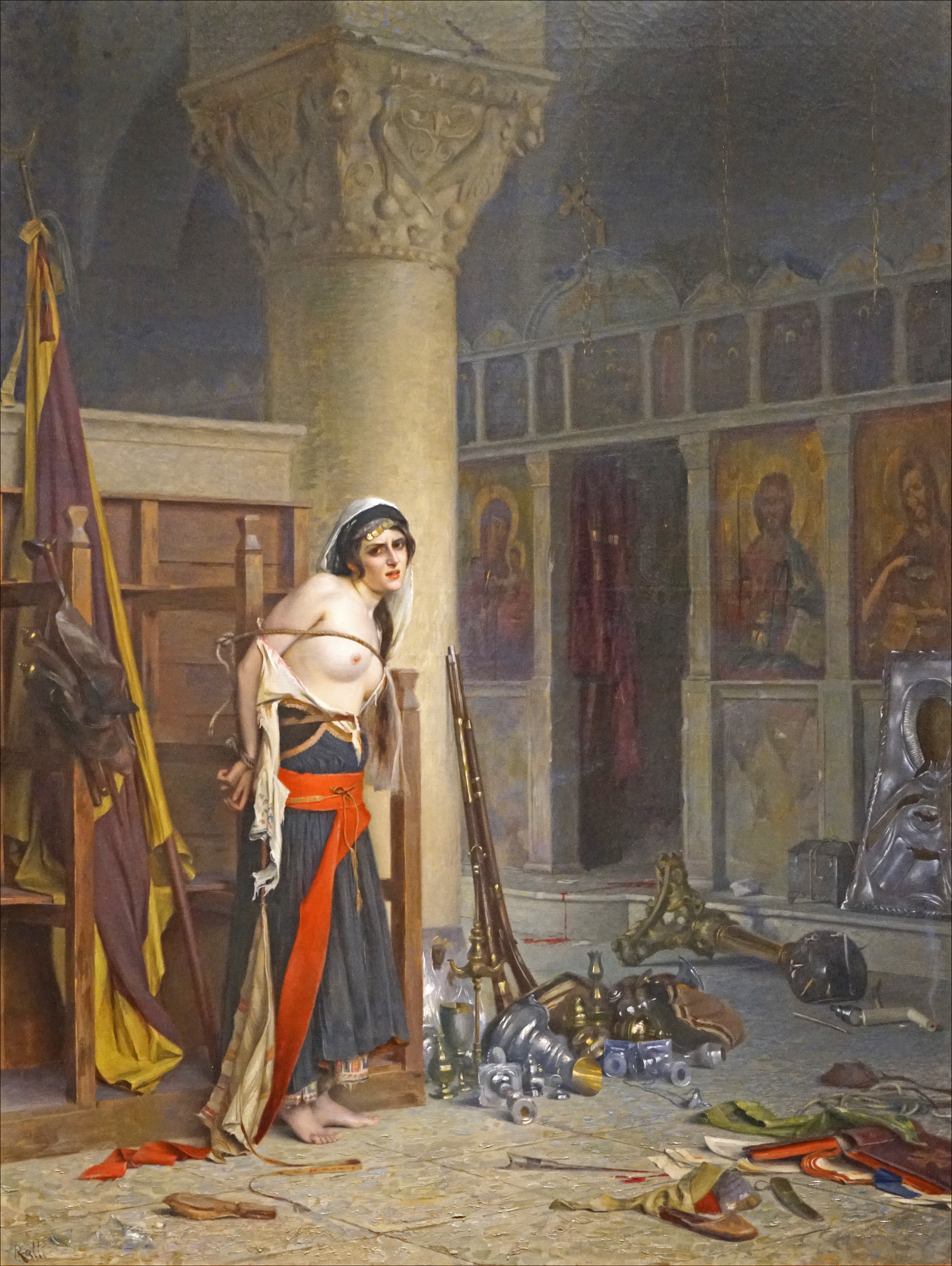
『戦利品』(1905) National Gallery of Greece
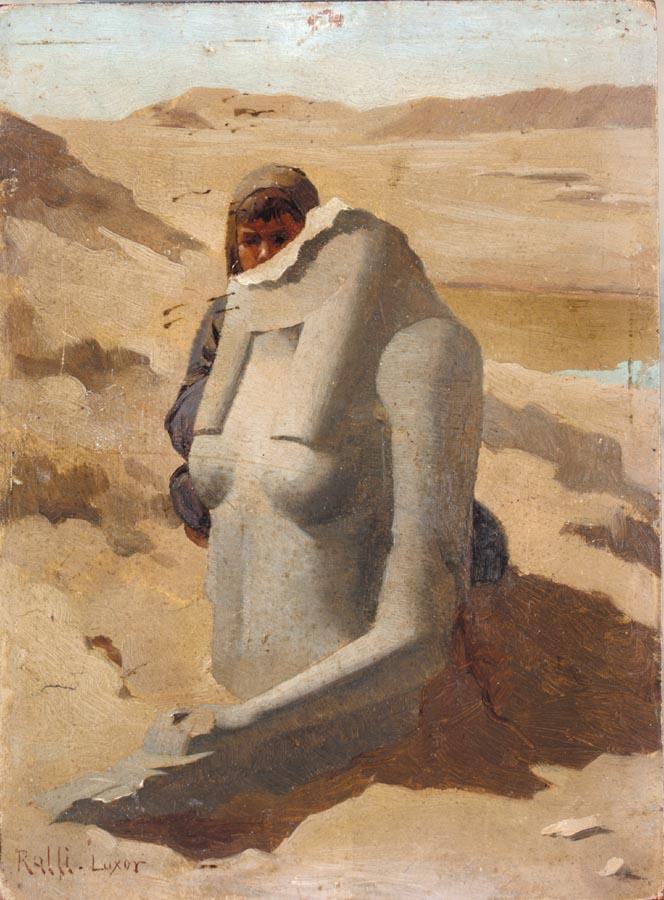
エジプト彫刻に隠れる子供

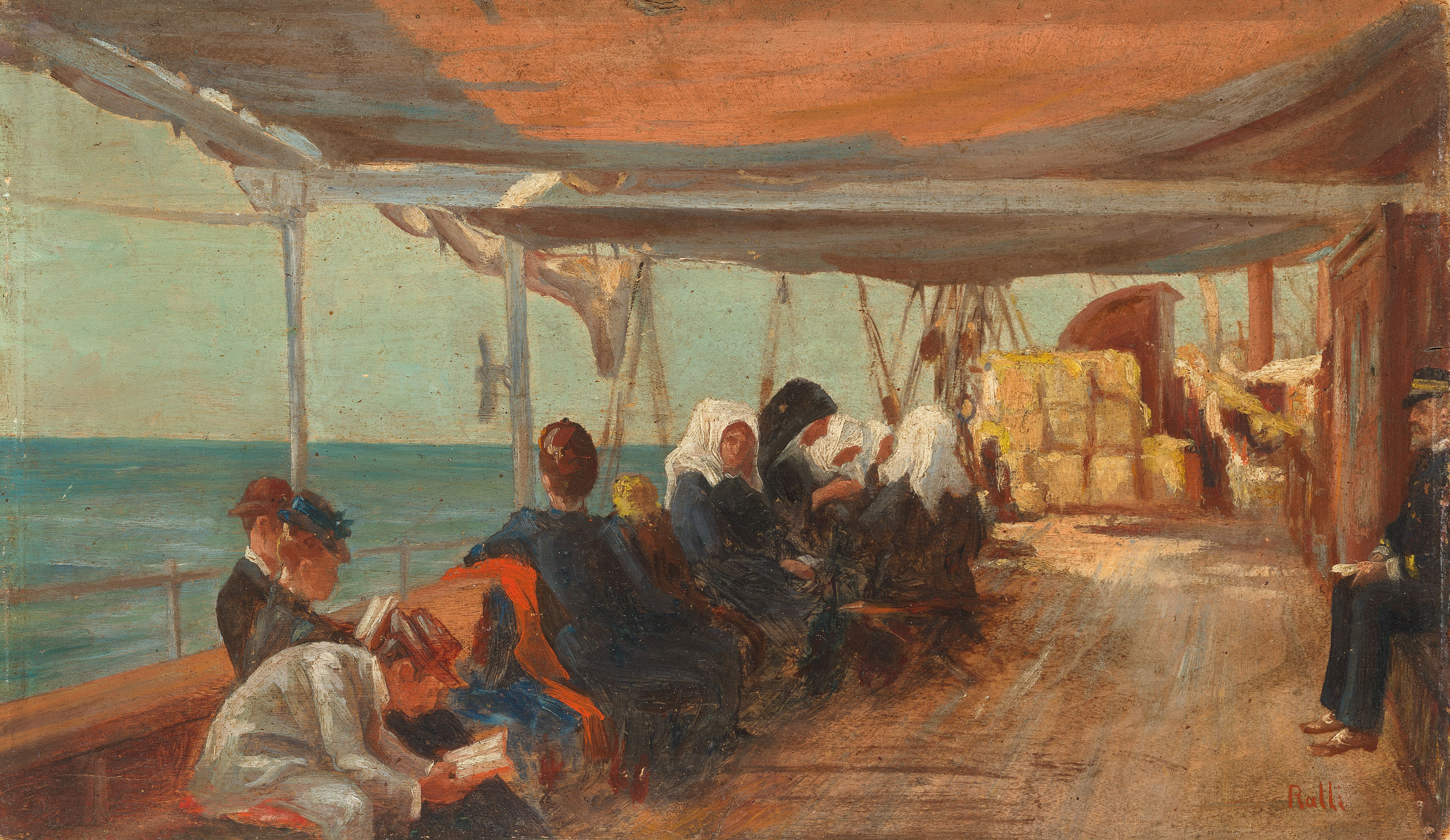
船上にて
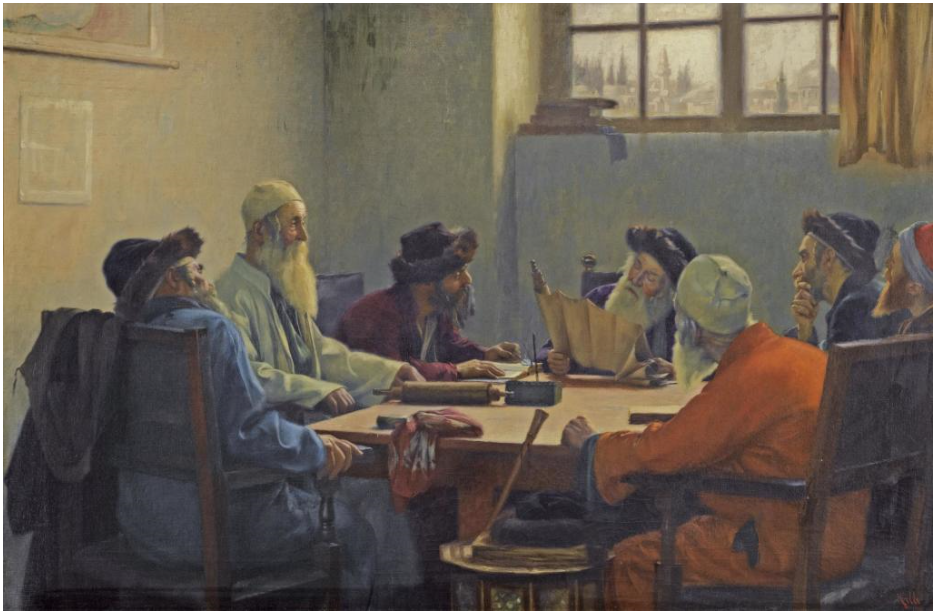
エルサレムのラビたち
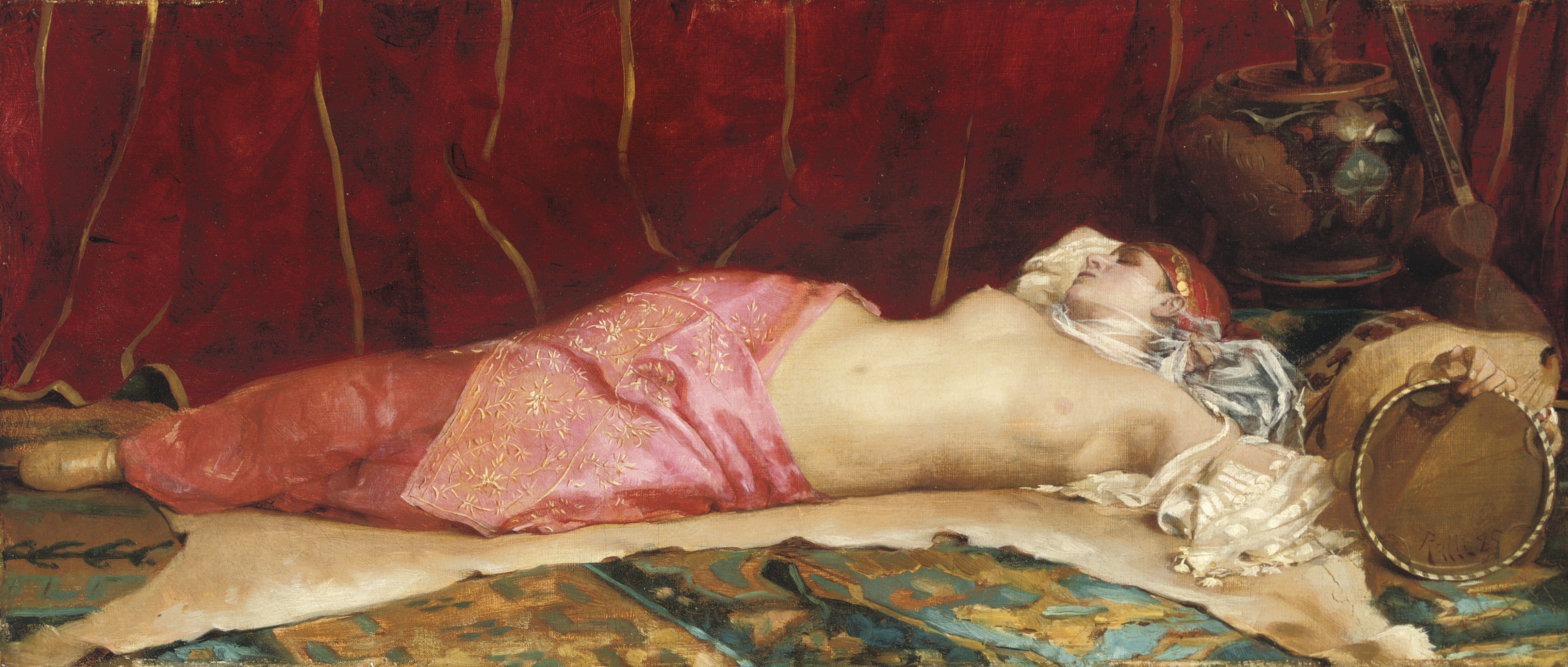
眠る側室